# Fragosphaeria
Fragosphaeria är ett släkte av svampar som beskrevs av Shear. Fragosphaeria ingår i familjen Ophiostomataceae, ordningen blånadssvampar, klassen Sordariomycetes, divisionen sporsäcksvampar och riket svampar.
Släktet innehåller bara arten Fragosphaeria purpurea.